# 폴 맥앨리스터

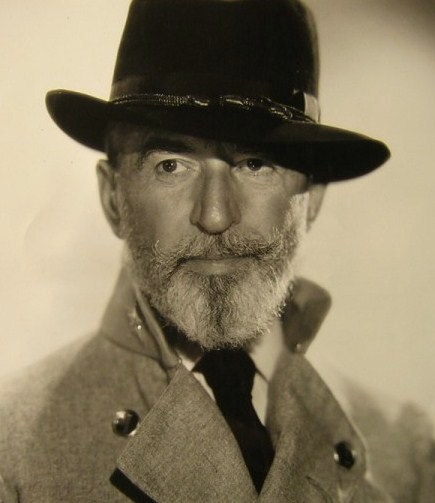

폴 맥앨리스터(Paul McAllister, 1875년 6월 30일 ~ 1955년 7월 8일)는 미국의 배우, 각본가이다.
브루클린에서 태어났으며 샌타모니카에서 사망하였다.

## 영화
- 상어섬의 죄수 (1936년)
- 메리 오브 스코틀랜드 (1936년)
- 인스퍼레이션 (1931년)
- 트릴비 (1915년)